# Kirk Morris

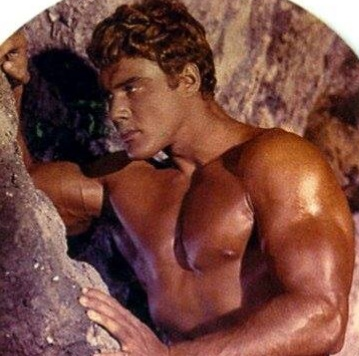
Kirk Morris

Kirk Morris (eigentlich Adriano Bellini; * 26. August 1942 in Venedig) ist ein italienischer Bodybuilder und Schauspieler.

## Leben
Als Teenager arbeitete Morris als Gondoliere in seiner Heimatstadt, bis er auf Einladung eines Filmproduzenten 1960 nach Rom zog.
Bis ins Jahr 1970 war Morris in der italienischen Filmindustrie beschäftigt; zunächst als einer der zahlreichen Herkules und seiner Epigonen (darunter dem überdurchschnittlichen Maciste all'inferno), später auch in anderen Genrefilmen.
Nach seiner Schauspielerkarriere arbeitete er für Fotoromane, was er bis ins neue Jahrtausend immer wieder tat und so auf fast 1.150 dieser Arbeiten kam; auch war er in den USA in der Werbung tätig; nach Rückkehr in sein Heimatland trat er auch als Produzent in Erscheinung.

## Filmografie
- 1961: Maciste besiegt die Feuerteufel (Il trionfo di Maciste)
- 1961: Maciste contro Ercole nella valle dei guai
- 1962: Maciste, der Rächer der Verdammten (Maciste all’inferno)
- 1962: Der scharlachrote Musketier (Le Chevalier de Pardaillan)
- 1963: Maciste gegen die Kopfjäger (Maciste contro i cacciatori di teste)
- 1963: Samson und die weißen Sklavinnen (Sansone contro i pirati)
- 1963: Herkules, Samson und Odysseus (Ercole sfida Sansone)
- 1964: Il dominatore del deserto
- 1964: Marco – der Unbezwingbare (Maciste alla corte dello zar)
- 1964: Sandar Khan, der Herr der gelben Hölle (I predoni della steppa)
- 1964: Soraya, Sklavin des Orients (Anthar l’invincibile)
- 1964: La valle dell’eco tonante
- 1965: Kampf um Atlantis (Il conquistatore di Atlantide)
- 1965: Rächer der Mayas – Abenteuer in den Anden (Maciste il vendicatore dei Mayas)
- 1965: Zadar-Khan, der Wüstenrebell (La magnifica sfida)
- 1966: Raumschiff Terra zum Planeten der Affen (2+5: Missione Hydra)
- 1967: Blaue Bohnen für ein Halleluja (Little Rita nel West)
- 1968: Mein Leben für die Rache (Sapevano solo uccidere)
- 1969: Sieben dreckige Teufel (Sette baschi rossi)
- 1970: 7 vor Marsa Matruh (I sette di Marsa Matruh)